# 4067-es busz
A 4067-es jelzésű autóbuszvonal Berente, Kazincbarcika és Sajókaza (– Sajógalgóc) között húzódik, amelyet a MÁV Személyszállítási Zrt. üzemeltet.

## Útvonala
A Borsod-Abaúj-Zemplén megyében egykor meghatározó szerepeket betöltő, mára már inkább régről megmaradt szokásként a berentei bányagépjavító üzemtől indul. Útját a 26-os főúton kezdi el Kazincbarcika irányába, ellentétes irányban Sajószentpéterrel. A "Bányagép"-ként emlegetett egység csak egy volt a szocializmusban meglevő Borsodi Hőerőműn és a Borsodi Vegyi Kombináton kívül, a régió majd minden részéből járatok indultak innen és érkeztek ide műszakváltás idejében. Egyike a 4067-es buszvonal, mely Sajókaza és Sajógalgóc településekre (eleinte Sajógalgócra csak másik járattal) nyújt eljutást. 4 kilométeren belül ér be a megye 3. legnagyobb városába, a város kisebbik buszállomásáról, a Szent Flórián térről indul a többi járat. 
Útját az Irinyi János úton folytatja a belváros felé, egészen a Sajókazinc területén fekvő temetőjéig, valamint a Jószerencsét úton, a városháza felé tart. A járatok kikerülik az innen nyugatra fekvő autóbusz-állomást, mindössze átkeresztezik a belvárost. Onnan az Alsóvárosi körúton közlekedik tovább Alsóváros részébe, míg nem a Tesco áruház felé, Felsőbarcika térségében elhagyja a várost. 
Vonalvezetése a 26-os főúton tart. Ennek keretében párhuzamosan hajt a Miskolc–Bánréve–Ózd-vasútvonallal a bánrévei szlovák határátkelő irányába, néhol dimbes-dombos, néhol sík területen. Az Északmagyarországi Regionális Vízművek fő telepe és a szocializmusból megmaradt Tsz telep (Harnócpuszta) mellett is elhalad, így ér Sajóivánkára. A község kettő területre oszlik, melynek egyik része a főúton található (térképen Sajóivánka vm., Állomás utca néven), másik része innen délre, egy dombon terül el, utóbbit jóval kevesebb járat érinti, a 4067-es buszok ezek közé nem tartoznak. Sajóivánkán belül a legtöbb indítás kettéágazik Sajókaza település irányába, a Sajó parti községnek központja is bejárt, de legfőképp Sólyomtelep része, aminek buszfordulójában végállomásoznak a buszok.
2020. július 1-je óta létezik a vonalnak egy másik ága is. Ezen a szintén Sajó folyó parti Vadnát szeli át, melynek bányai eredetű tava (Vadna Park területén) közelében tovább marad a 26-os főuton, azzal csak a sajóvelezdi és a sajógalgóci elágazásokban szakít. Utolsó kilométereiben átjár a 92-es vasútvonalon és a hegyek közt megbúvó zsákfaluba, Sajógalgócra érkezik. Az autóbuszok a vegyesboltjánál fejezik be útjuk. Sajógalgócról csak visszirányban közlekedik 4067-es járat.

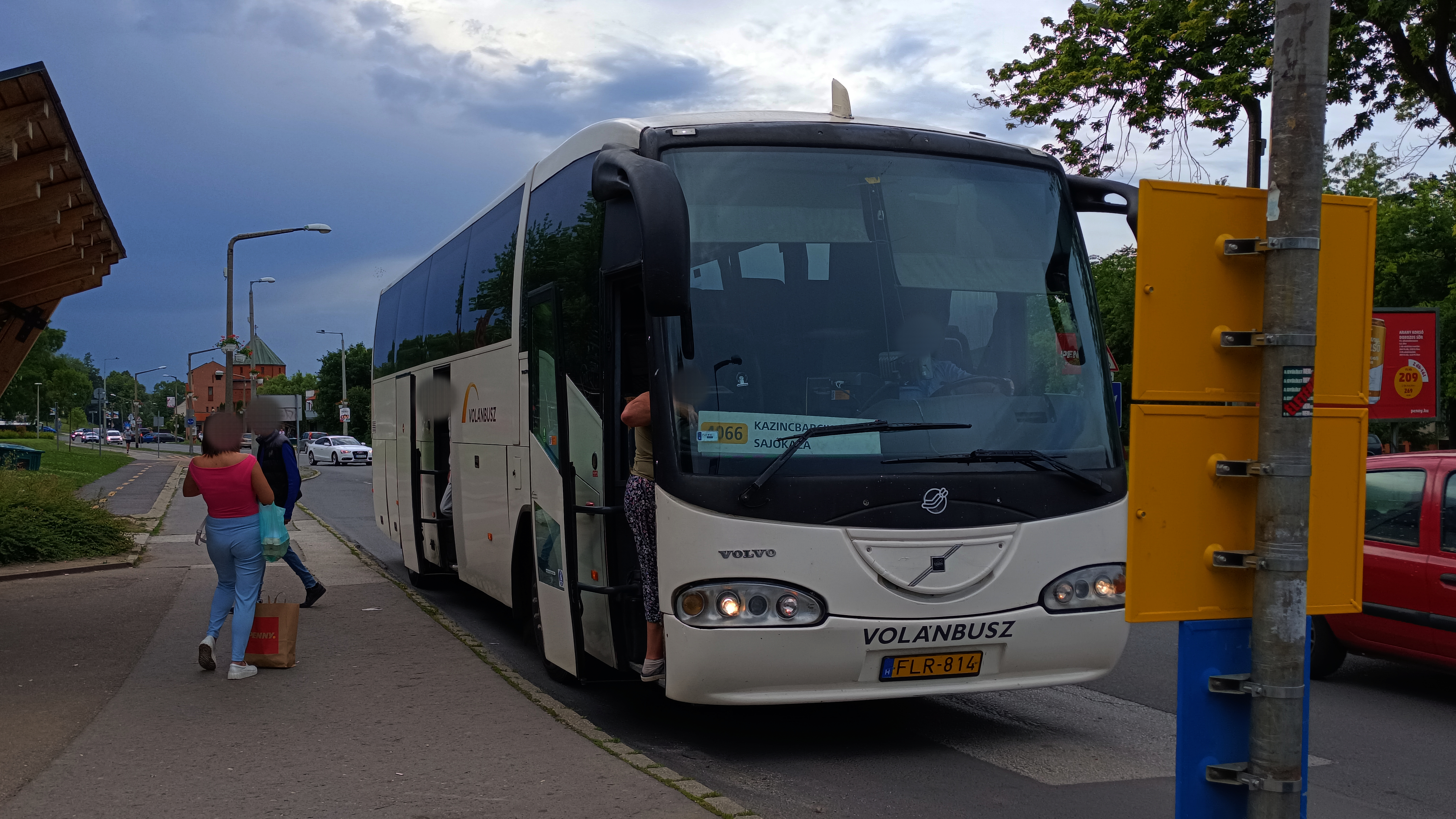
A városházi megállóban az ősvolvo

Kazincbarcikán manapság egyre több járat nem a Szent Flórián téren fejezik be útjuk, hanem a Jószerencsét útról a Mátyás király út irányába tartanak. A Tardona-patak folyásának mentén, illetve a Csónakázó-tóhoz közel halad, az egykori kazincbarcikai strand megállójába egy járat érkezik csak úgy, mint a Kertváros területén fekvő 2-es számú (Kazinczy Ferenc Általános Iskola) iskolához is tanítási napokon (utóbbi a 2025. áprilisában bevezetett menetrend által keletkezett).

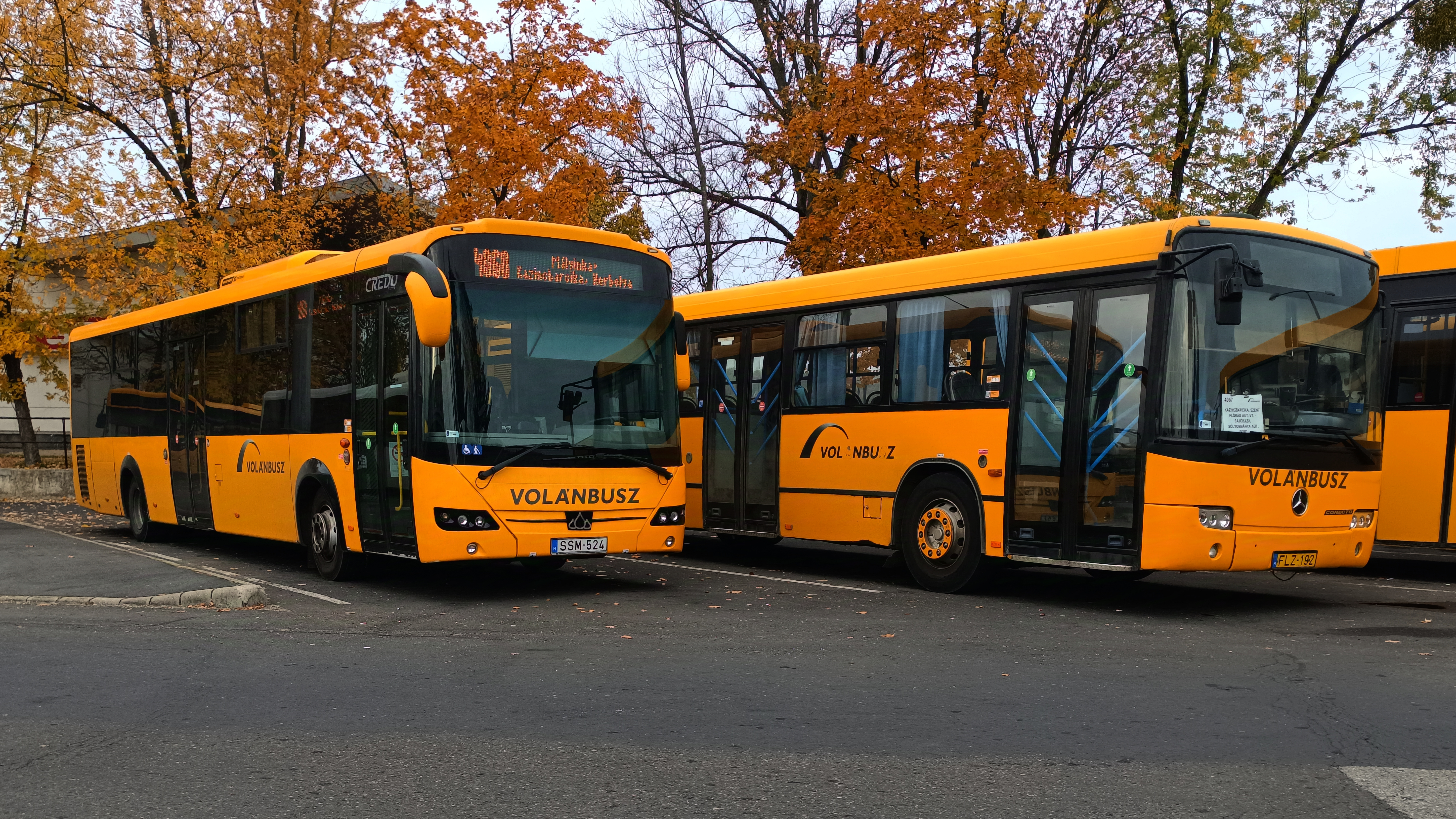
Együttáll a 4060-as busszal a Mercedes

## Közlekedése
Indításai minden nap történnek, leginkább műszakváltások idejében. A három település fő kapcsolatát a 4066-os buszok adják, üzemszünetének idejében indulnak a Szent Flórián térig vagy a Bányagépjavítóig a buszjáratok.

### Törzsjárművei
Kazincbarcika és Sajókaza / Sajógalgóc között kizárólag szóló autóbuszok közlekednek. Jelenleg Credo Econell 12 járművek uralják az erre közlekedő járműpalettát, de más vidékeken közlekedő buszok is egy járatpár erejéig kijönnek a településekre. Ezen kívül jártasak az ARC és a Volvo gépek is, valamint a 4066-os buszokat végzők (lásd: itt).
- az FLZ-192 rendszámú Mercedes-Benz Conecto,
- az LMP-203 rendszámú Ikarus E127,
- az NML-852 rendszámú Irisbus Crossway,
- az NZM-436 rendszámú Credo Econell 12,
- az NZM-442 rendszámú Credo Econell 12,
- az RTR-836 rendszámú Credo Econell 12,
- az RTR-837 rendszámú Credo Econell 12,
- az RTR-838 rendszámú Credo Econell 12,
- az RTR-840 rendszámú Credo Econell 12,
- az RTR-841 rendszámú Credo Econell 12,
- az SSM-527 rendszámú Credo Econell 12,
- az SSM-528 rendszámú Credo Econell 12,
- az SSM-581 rendszámú Credo Econell 12,
- az SWR-579 rendszámú Volvo 8900 autóbuszok.

| Viszonylat                                               | Indításszám     | Közlekedési rend     |
| -------------------------------------------------------- | --------------- | -------------------- |
| Berente, Bányagépjavító üzem – Sajókaza, Sólyombánya     | 1 oda, 2 vissza | munkanapokon         |
| Kazincbarcika, Szent Flórián tér – Sajókaza, Sólyombánya | 2 pár           | munkanapokon         |
| Kazincbarcika, Szent Flórián tér – Sajókaza, Sólyombánya | 3 oda, 2 vissza | szabadnapokon        |
| Kazincbarcika, Szent Flórián tér – Sajókaza, Sólyombánya | 4 oda, 3 vissza | munkaszüneti napokon |
| Sajógalgóc, temető ➝ Kazincbarcika, II. számú iskola     | 1 oda           | tanítási napokon     |
| Sajógalgóc, temető ➝ Kazincbarcika, Szent Flórián tér    | 1 oda           | naponta              |
| Sajókaza, Sólyombánya ➝ Kazincbarcika, strandfürdő       | 1 oda           | tanítási napokon     |

## Megállóhelyei
| 0                                                                         | Berente, Bányagépjavító üzem végállomás                                  | 0.0 km  | 3756, 3763, 3764, 3765, 3770, 3773, 4045, 4046, 4048, 4049, 4050, 4052, 4061, 4062, 4063, 4070, 4075, 4082 |
| 1                                                                         | Berente, PVC gyár bejárati út                                            | 1.2 km  | 1369, 1384, 1410, 1411 3756, 3763, 3764, 3765, 3766, 3767, 3769, 3770, 3773, 4045, 4046, 4047, 4048, 4050, 4052, 4058, 4061, 4062, 4063, 4070, 4075, 4081, 4082                                                                                           |
| 2                                                                         | Kazincbarcika, BorsodChem IV. kapu                                       | 2.7 km  | 1369, 1384 3756, 3763, 3764, 3765, 3770, 3773, 4045, 4046, 4047, 4048, 4050, 4052, 4058, 4061, 4062, 4063, 4070, 4075, 4081, 4082 |
| 3                                                                         | Kazincbarcika, Volán-telep                                               | 3.7 km  | 3756, 3763, 3764, 3765, 3770, 3773, 4045, 4046, 4047, 4048, 4050, 4052, 4058, 4061, 4062, 4063, 4070, 4075, 4081, 4082 |
| 4                                                                         | Kazincbarcika, Szent Flórián tér autóbusz-váróterem vonalközi végállomás | 4.1 km  | 1054, 1369, 1384, 1410, 1411 3756, 3763, 3764, 3765, 3766, 3767, 3769, 3770, 3772, 3773, 4040, 4041, 4043, 4044, 4045, 4046, 4047, 4048, 4050, 4052, 4058, 4059, 4061, 4062, 4063, 4065, 4066, 4069, 4070, 4075, 4079, 4080, 4081, 4082, 4083, 4084, 4194 |
| 5                                                                         | Kazincbarcika, temető                                                    | 5.0 km  | 3756, 3763, 3764, 3765, 3766, 3767, 3770, 3772, 3773, 4040, 4041, 4043, 4044, 4046, 4047, 4048, 4050, 4052, 4059, 4063, 4065, 4066, 4069, 4070, 4075, 4080, 4082, 4083, 4084                                                                              |
| Tanítási napokon 2 járat által érintett.                                  |                                                                          |         | |
| ∫                                                                         | Kazincbarcika, Mátyás király út (↑)                                      | ∫       | 3766, 3767, 4046, 4048, 4066 |
| ∫                                                                         | Kazincbarcika, strandfürdő (↑) vonalközi végállomás                      | ∫       | 3766, 3767, 4046, 4048, 4066 |
| Tanítási napokon 1 járat által érintett.                                  |                                                                          |         | |
| ∫                                                                         | Kazincbarcika, Árpád fejedelem tér (↑)                                   | ∫       | 3766, 3767, 4046, 4048, 4066 |
| ∫                                                                         | Kazincbarcika (Kertváros), II. számú iskola (↑) vonalközi végállomás     | ∫       | 4B 3766, 3767, 4046, 4047, 4048, 4066 |
| 6                                                                         | Kazincbarcika, központi iskola                                           | 5.6 km  | 3756, 3763, 3764, 3765, 3770, 3772, 3773, 4040, 4041, 4043, 4044, 4047, 4048, 4050, 4052, 4059, 4063, 4065, 4069, 4070, 4075, 4080, 4082, 4083, 4084 |
| 7                                                                         | Kazincbarcika, városháza                                                 | 6.1 km  | 3 1369, 1384, 1410, 1411 3756, 3763, 3764, 3765, 3770, 3772, 3773, 4040, 4041, 4043, 4044, 4047, 4048, 4050, 4052, 4059, 4063, 4065, 4069, 4070, 4075, 4080, 4082, 4083, 4084                                                                             |
| 8                                                                         | Kazincbarcika, alsóvárosi iskola                                         | 6.7 km  | 3408, 3770, 3773, 4057, 4059, 4060, 4063, 4065, 4066, 4069, 4153 |
| 9                                                                         | Kazincbarcika, ÉRV II. telep                                             | 7.8 km  | 1384 3770, 3773, 4057, 4058, 4059, 4060, 4061, 4062, 4063, 4065, 4066, 4069, 4153, 4194 |
| 10                                                                        | Csukástói tanya                                                          | 8.6 km  | 3773, 4057, 4058, 4059, 4060, 4061, 4062, 4063, 4065, 4066, 4069, 4153, 4194 |
| 11                                                                        | Sajókaza vasútállomás, bejárati út                                       | 10.0 km | 1054, 1369, 1384, 1410, 1411 3408, 3770, 3773, 4057, 4058, 4059, 4060, 4061, 4062, 4063, 4065, 4066, 4069, 4153, 4194 személyvonat – Sajókaza (92) |
| Tanítási napokon 2; tanszünetben munkanapokon 1 járat által nem érintett. |                                                                          |         | |
| 12                                                                        | Sajókaza, községháza                                                     | 11.5 km | 4057, 4059, 4060, 4061, 4065, 4066, 4069 |
| 13                                                                        | Sajókaza, emlékmű                                                        | 11.9 km | 4057, 4059, 4060, 4061, 4065, 4066, 4069 |
| 14                                                                        | Sajókaza, iskola                                                         | 12.4 km | 4057, 4059, 4060, 4061, 4066, 4069 |
| 15                                                                        | Sajókaza, malom                                                          | 12.7 km | 4057, 4059, 4060, 4061, 4066, 4069 |
| 16                                                                        | Sajókaza, Sólyombánya autóbusz-forduló vonalközi végállomás              | 13.4 km | 4057, 4059, 4060, 4061, 4066, 4069 |
| ∫                                                                         | Sajókaza, malom (↑)                                                      | ∫       | 4057, 4059, 4060, 4061, 4066, 4069 |
| ∫                                                                         | Sajókaza, iskola (↑)                                                     | ∫       | 4057, 4059, 4060, 4061, 4066, 4069 |
| ∫                                                                         | Sajókaza, emlékmű (↑)                                                    | ∫       | 4057, 4059, 4060, 4061, 4065, 4066, 4069 |
| ∫                                                                         | Sajókaza, községháza (↑)                                                 | ∫       | 4057, 4059, 4060, 4061, 4065, 4066, 4069 |
| ∫                                                                         | Vadna, községháza (↑)                                                    | ∫       | 1054, 1369, 1384, 1410, 1411 3408, 3770, 3773, 4057, 4058, 4059, 4060, 4061, 4062, 4063, 4065, 4066, 4153, 4194 |
| ∫                                                                         | Sajógalgóci elágazás (↑)                                                 | ∫       | 1369, 1384, 1410, 1411 3770, 3773, 4057, 4062, 4063, 4065, 4066, 4194 |
| ∫                                                                         | Sajógalgóc, Rákóczi utca 69. (↑)                                         | ∫       | 3773, 4057, 4062, 4063, 4065, 4066 |
| ∫                                                                         | Sajógalgóc, temető (↑) végállomás                                        | ∫       | 3773, 4057, 4062, 4063, 4065, 4066 |